# Гребченко Іван Кузьмич
Іван Кузьмич Гребченко (1904, село Малий Бобрик Сумського повіту Харківської губернії, тепер Краснопільського району Сумської області — вересень 1977, місто Калінін, тепер Твер Російська Федерація) — радянський діяч органів державної безпеки. Депутат Верховної Ради УРСР 2-го скликання.

## Біографія
Народився в родині селянина. У червні 1917 — лютому 1920 р. — працював у господарстві батька в селі Малий Бобрик. У лютому 1920 — травні 1921 р. — діловод Великобобрицького волосного виконкому Сумського повіту.
У червні — листопаді 1921 р. — співробітник Секретно-оперативного відділу Сумської повітової надзвичайної комісії (ЧК). У листопаді 1921 — серпні 1922 р. — працював у господарстві батька в селі Малий Бобрик.
У серпні 1922 — лютому 1923 р. — червоноармієць військ ДПУ при цукровому заводу селища Грязнянськ Сумського повіту. У лютому — червні 1923 р. — працював у господарстві батька в селі Малий Бобрик.
У червні 1923 — серпні 1925 р. — голова комітету бідноти села Малий Бобрик. У вересні 1925 — березні 1926 р. — конторський робітник цукрового заводу імені Леніна станції Кегичівка. У березні — серпні 1926 р. — працював у господарстві батька в селі Малий Бобрик. У вересні — грудні 1926 р. — рахівник цукрового заводу селища Грязнянськ.
У грудні 1926 — травні 1928 р. — голова районного комітету взаємодопомоги села Сироватка Сумського округу.
Член ВКП(б) з травня 1928 року.
У травні 1928 — січні 1929 р. — завідувач фінансового відділу Жовтневого районного виконкому Сумського округу. У січні — березні 1929 р. — завідувач секретної частини Сумського окружного виконкому. У березні — серпні 1929 р. — секретар Боромлянського районного виконкому Сумського округу. У серпні — листопаді 1929 р. — завідувач фінансового відділу Боромлянського районного виконкому Сумського округу. У листопаді 1929 — травні 1930 р. — секретар Тернівського районного виконкому Сумського округу.
У травні — вересні 1930 р. — начальник Річанської районної міліції Сумського округу. У вересні 1930 — лютому 1931 р. — начальник Хотіньської районної міліції на Сумщині.
У лютому 1931 — грудні 1932 р. — начальник Синельниківської районної міліції на Дніпропетровщині. У грудні 1932 — липні 1933 р. — начальник Кам'янської міської міліції Дніпропетровської області.
У липні 1933 — липні 1934 р. — слухач Вищої школи міліції у Москві.
У липні 1934 — березні 1938 р. — начальник Бердянського районного відділу міліції Дніпропетровської області.
У березні — червні 1938 р. — начальник Державної автомобільної інспекції УНКВС Дніпропетровської області. У червні 1938 — лютому 1939 р. — начальник Державної автомобільної інспекції УНКВС у місті Києві.
У лютому — серпні 1939 р. — начальник Управління Робітничо-селянської міліції УНКВС Сумської області.
У серпні 1939 — березні 1940 р. — заступник начальника Управління Робітничо-селянської міліції НКВС Української РСР. У березні — грудні 1940 р. — помічник народного комісара внутрішніх справ Української РСР. У грудні 1940 — вересні 1941 р. — начальник Управління Місцевої протиповітряної оборони НКВС Української РСР.
У вересні 1941 — травні 1944 р. — начальник Управління Місцевої протиповітряної оборони УНКВС Куйбишевської області РРФСР.
У травні 1944 — березні 1946 р. — заступник начальник Управління Народного комісаріату внутрішніх справ УРСР по Сумській області.
У березні 1946 — липні 1948 р. — начальник Управління Міністерства внутрішніх справ УРСР по Вінницькій області.
У липні 1948 — жовтні 1952 року — начальник Управління Міністерства внутрішніх справ УРСР по Львівській області.
У 1950 році закінчив Львівський державний університет імені Івана Франка.
У жовтні 1952 — березні 1953 р. — начальник Управління Міністерства внутрішніх справ СРСР по Челябінській області РРФСР.
У березні 1953 — травні 1961 р. — начальник Управління Міністерства внутрішніх справ СРСР по Калінінській області РРФСР.
У травні — серпні 1961 р. — пенсіонер у місті Калініні. У серпні 1961 — вересні 1963 р. — заступник голови Калінінської обласної споживчої спілки по кадрах.
З вересня 1963 року — на пенсії в місті Калініні (тепер — Твері).

## Звання
- капітан міліції
- підполковник державної безпеки
- полковник державної безпеки (5.10.1945)

## Нагороди
- орден Леніна (5.11.1954)
- орден Червоного Прапора (30.01.1951)
- два ордени Червоної Зірки (, 15.01.1945)
- орден Знак Пошани (23.01.1948)
- 10 медалей